# Ocean Grove (Nova Jersey)
Ocean Grove és una concentració de població designada pel cens dels Estats Units a l'estat de Nova Jersey. Segons el cens del 2000 tenia 4.256 habitants.

## Demografia
Segons el cens del 2000, Ocean Grove tenia 4.256 habitants, 2.331 habitatges, i 785 famílies. La densitat de població era de 4.564,6 habitants/km².
Dels 2.331 habitatges en un 10% hi vivien nens de menys de 18 anys, en un 23,6% hi vivien parelles casades, en un 7,7% dones solteres, i en un 66,3% no eren unitats familiars. En el 56,6% dels habitatges hi vivien persones soles el 14,5% de les quals corresponia a persones de 65 anys o més que vivien soles. El nombre mitjà de persones vivint en cada habitatge era d'1,67 i el nombre mitjà de persones que vivien en cada família era de 2,59.
Per edats la població es repartia de la següent manera: un 9,9% tenia menys de 18 anys, un 5,8% entre 18 i 24, un 33,5% entre 25 i 44, un 26,4% de 45 a 60 i un 24,4% 65 anys o més.
L'edat mediana era de 45 anys. Per cada 100 dones de 18 o més anys hi havia 81,1 homes.
La renda mediana per habitatge era de 31.935 $ i la renda mediana per família de 58.583 $. Els homes tenien una renda mediana de 38.389 $ mentre que les dones 31.886 $. La renda per capita de la població era de 26.232 $. Aproximadament el 5,1% de les famílies i el 13,3% de la població estaven per davall del llindar de pobresa.

## Poblacions més properes
El següent diagrama mostra les poblacions més properes.